# Martin Annen
Pour l’article homonyme, voir Annen.
Martin Annen, né le 12 février 1974 à Zoug, est un pilote suisse de bobsleigh.

## Palmarès

### Jeux olympiques
- Médaille de bronze en bob à 2 en 2002, aux Jeux olympiques d'hiver de 2002 à Salt Lake City
- Médaille de bronze en bob à 2 en 2006, aux Jeux olympiques d'hiver de 2006 à Turin
- Médaille de bronze en bob à 4 en 2006, aux Jeux olympiques d'hiver de 2006 à Turin

### Championnat du monde
- Médaille de bronze en bob à 2 en 2005, à Calgari
- Médaille de bronze en bob à 2 en 2001, à St-Moritz

### Coupe du monde
- 6 globe de cristal : 
  - Vainqueur du classement bob à 2 en 2001, 2002 et 2005.
  - Vainqueur du classement bob à 4 en 2002.
  - Vainqueur du classement combiné en 2002 et 2005.